# Iguaba Grande
Iguaba Grande è un comune del Brasile nello Stato di Rio de Janeiro, parte della mesoregione delle Baixadas Litorâneas e della microregione di Lagos.
Il comune è stato costituito nel 1995 per distacco dal comune di São Pedro da Aldeia.